# Ветий Грат
Вижте пояснителната страница за други личности с името Гай Ветий Грат.
Гай Ветий Грат (на латински: Gaius Vettius Gratus) е политик и сенатор на Римската империя през 3 век.
Той е от италикийски произход и е вероятно син на Гай Ветий Грат Сабиниан (консул 221 г.) и брат на Гай Ветий Грат Атик Сабиниан (консул 242 г.).
През 250 г. Грат е консул заедно с император Деций Траян.